# Französische Rugby-Union-Meisterschaft 1980/81
Die Saison 1980/81 war die 82. Austragung der französischen Rugby-Union-Meisterschaft (französisch Championnat de France de rugby à XV). Sie umfasste 40 Mannschaften in der ersten Division (heutige Top 14).
Zwar bestand die erste Division wie in den Vorjahren nominell aus zwei Stärkeklassen mit je 40 Mannschaften. Da sich aber keine Mannschaften aus der unteren Stärkeklasse für die Finalphase qualifizieren konnten, ergab sich dadurch faktisch eine Zweiteilung.
Die Meisterschaft begann mit der Gruppenphase, bei der in vier Gruppen je zehn Mannschaften gegeneinander antraten. Die acht Bestplatzierten jeder Gruppe zogen in die Finalphase ein, während die Zehntklassierten absteigen mussten. Es folgten Sechzehntel-, Achtel-, Viertel- und Halbfinale. Im Endspiel, das am 25. Mai 1981 im Parc des Princes in Paris stattfand, trafen die zwei Halbfinalsieger aufeinander und spielten um den Bouclier de Brennus. Dabei setzte sich die AS Béziers gegen Stade Bagnérais durch und errang zum neunten Mal den Meistertitel.

## Gruppenphase
|     | Team                 | Siege | Unent. | Ndlg. | Spiel- punkte | Diff. | Tabellen- punkte |
| --- | -------------------- | ----- | ------ | ----- | ------------- | ----- | ---------------- |
| 01. | Aviron Bayonnais     | 11    | 1      | 6     | 346:248       | + 98  | 23               |
| 02. | Section Paloise      | 11    | 1      | 6     | 306:243       | + 63  | 23               |
| 03. | Valence Sportif      | 11    | 0      | 7     | 247:268       | − 21  | 22               |
| 04. | AS Béziers           | 10    | 0      | 8     | 500:185       | + 315 | 20               |
| 05. | FC Oloron            | 9     | 1      | 8     | 224:265       | − 41  | 19               |
| 06. | RC Nîmes             | 8     | 0      | 10    | 310:378       | − 68  | 16               |
| 07. | US Thuir             | 7     | 1      | 10    | 221:340       | − 119 | 16               |
| 08. | Stade Aurillacois    | 7     | 0      | 11    | 231:316       | − 85  | 15               |
| 09. | SC Mazamet           | 7     | 0      | 11    | 255:297       | − 42  | 14               |
| 10. | Saint-Jean-de-Luz OR | 6     | 0      | 12    | 212:312       | − 100 | 12               |

|     | Team             | Siege | Unent. | Ndlg. | Spiel- punkte | Diff. | Tabellen- punkte |
| --- | ---------------- | ----- | ------ | ----- | ------------- | ----- | ---------------- |
| 01. | US Romans        | 12    | 1      | 5     | 317:203       | + 114 | 25               |
| 02. | SU Agen          | 12    | 0      | 6     | 396:199       | + 197 | 24               |
| 03. | Stade Toulousain | 11    | 1      | 6     | 229:191       | + 38  | 23               |
| 04. | US Dax           | 10    | 1      | 7     | 282:233       | + 49  | 21               |
| 05. | US Carcassonne   | 8     | 3      | 7     | 295:235       | + 60  | 19               |
| 06. | RC Narbonne      | 7     | 2      | 9     | 337:241       | + 96  | 16               |
| 07. | SC Albi          | 7     | 1      | 10    | 210:396       | − 186 | 15               |
| 08. | RRC Nice         | 7     | 0      | 11    | 294:289       | + 5   | 14               |
| 09. | CA Périgueux     | 6     | 1      | 11    | 180:362       | − 182 | 13               |
| 10. | FC Auch          | 5     | 0      | 13    | 155:346       | − 191 | 10               |

|     | Team                      | Siege | Unent. | Ndlg. | Spiel- punkte | Diff. | Tabellen- punkte |
| --- | ------------------------- | ----- | ------ | ----- | ------------- | ----- | ---------------- |
| 01. | RC Toulon                 | 13    | 0      | 5     | 417:237       | + 180 | 26               |
| 02. | USA Perpignan             | 11    | 0      | 7     | 350:170       | + 180 | 22               |
| 03. | AS Montferrand            | 9     | 1      | 8     | 281:220       | + 61  | 19               |
| 04. | SC Tulle                  | 9     | 0      | 9     | 380:299       | + 81  | 18               |
| 05. | SC Angoulême              | 9     | 0      | 9     | 314:332       | − 18  | 18               |
| 06. | Biarritz Olympique        | 9     | 0      | 9     | 253:285       | − 32  | 18               |
| 07. | Stadoceste Tarbais        | 8     | 0      | 10    | 281:267       | + 14  | 16               |
| 08. | Castres Olympique         | 7     | 1      | 10    | 217:413       | − 196 | 15               |
| 09. | ES Avignon Saint-Saturnin | 6     | 3      | 9     | 207:308       | − 101 | 15               |
| 10. | Stade Montchaninois       | 6     | 1      | 11    | 205:374       | − 169 | 13               |

|     | Team                | Siege | Unent. | Ndlg. | Spiel- punkte | Diff. | Tabellen- punkte |
| --- | ------------------- | ----- | ------ | ----- | ------------- | ----- | ---------------- |
| 01. | FC Grenoble         | 12    | 0      | 6     | 377:190       | + 187 | 24               |
| 02. | FC Lourdes          | 11    | 0      | 7     | 286:193       | + 93  | 22               |
| 03. | SC Graulhet         | 10    | 1      | 7     | 299:196       | + 103 | 21               |
| 04. | Boucau Tarnos Stade | 10    | 1      | 7     | 262:204       | + 58  | 21               |
| 05. | CA Brive            | 10    | 0      | 8     | 291:235       | + 56  | 20               |
| 06. | CA Bègles           | 9     | 1      | 8     | 212:313       | − 101 | 19               |
| 07. | Stade Bagnérais     | 9     | 0      | 9     | 243:201       | + 42  | 18               |
| 08. | US Bressane         | 7     | 1      | 10    | 204:281       | − 77  | 15               |
| 09. | Stade Rochelais     | 7     | 0      | 11    | 216:269       | − 53  | 14               |
| 10. | SO Chambéry         | 3     | 0      | 15    | 192:500       | − 308 | 6                |

## Finalphase

### 1/16-Finale
| Datum          | Begegnung                            | Ergebnis |
| -------------- | ------------------------------------ | -------- |
| 12. April 1981 | USA Perpignan – RC Nîmes             | 25:06    |
| 12. April 1981 | Valence Sportif – US Thuir           | 13:10    |
| 12. April 1981 | AS Béziers – US Carcassonne          | 29:06    |
| 12. April 1981 | FC Grenoble – Stade Aurillacois      | 06:12    |
| 12. April 1981 | Aviron Bayonnais – Castres Olympique | 14:12    |
| 12. April 1981 | SC Graulhet – Stadoceste Tarbais     | 09:21    |
| 12. April 1981 | FC Lourdes – Biarritz Olympique      | 23:09    |
| 12. April 1981 | Section Paloise – SC Tulle           | 22:03    |
| 12. April 1981 | RC Toulon – RRC Nice                 | 06:15    |
| 12. April 1981 | AS Montferrand – CA Bègles           | 09:04    |
| 12. April 1981 | Boucau Tarnos Stade – CA Brive       | 12:15    |
| 12. April 1981 | Stade Toulousain – RC Narbonne       | 12:06    |
| 12. April 1981 | SU Agen – SC Albi                    | 21:10    |
| 12. April 1981 | SC Angoulême – Stade Bagnérais       | 12:24    |
| 12. April 1981 | US Dax – FC Oloron                   | 42:21    |
| 12. April 1981 | US Romans – US Bressane              | 21:09    |

### Achtelfinale
| Datum          | Begegnung                             | Ergebnis |
| -------------- | ------------------------------------- | -------- |
| 19. April 1981 | USA Perpignan – Valence Sportif       | 28:07    |
| 19. April 1981 | AS Béziers – Stade Aurillacois        | 22:10    |
| 19. April 1981 | Aviron Bayonnais – Stadoceste Tarbais | 12:18    |
| 19. April 1981 | FC Lourdes – Section Paloise          | 25:09    |
| 19. April 1981 | RRC Nice – AS Montferrand             | 09:15    |
| 19. April 1981 | CA Brive – Stade Toulousain           | 24:23    |
| 19. April 1981 | SU Agen – Stade Bagnérais             | 06:23    |
| 19. April 1981 | US Dax – US Romans                    | 19:09    |

### Viertelfinale
| Datum       | Begegnung                       | Ergebnis |
| ----------- | ------------------------------- | -------- |
| 2. Mai 1981 | USA Perpignan – AS Béziers      | 12:13    |
| 2. Mai 1981 | Stadoceste Tarbais – FC Lourdes | 07:09    |
| 2. Mai 1981 | AS Montferrand – CA Brive       | 06:03    |
| 2. Mai 1981 | Stade Bagnérais – US Dax        | 16:09    |

### Halbfinale
| Datum       | Begegnung                        | Ergebnis |
| ----------- | -------------------------------- | -------- |
| 9. Mai 1981 | AS Béziers – FC Lourdes          | 15:04    |
| 9. Mai 1981 | AS Montferrand – Stade Bagnérais | 03:06    |

### Finale
| 25. Mai 1981 | AS Béziers                                                                                    | 22 : 13        | Stade Bagnérais                                                        | Parc des Princes, Paris Zuschauer: 41.195 Schiedsrichter: Christian Garino |
| 25. Mai 1981 | Versuche: Andrieu (1) Fabre (1) Erhöhungen: Fort (1) Straftritte: Fort (2) Dropgoals: Pesteil | (15:9) Bericht | Versuche: Gourdon (2) Erhöhungen: Aguirre (1) Straftritte: Aguirre (1) | Parc des Princes, Paris Zuschauer: 41.195 Schiedsrichter: Christian Garino |

Aufstellungen
AS Béziers:

Startaufstellung: Marc Andrieu, Jean-Marc Cordier, Alain Estève, Michel Fabre, Patrick Fort, Pierre Lacans, Jean-Louis Martin, Claude Martinez, Henri Mioch, Philippe Morrisson, Alain Paco, Michel Palmié, Jean-Pierre Pesteil, Jean-Luc Rivallo, Armand Vaquerin

Auswechselspieler:Yvan Buonomo, Michel Calas, Philippe Escande, Christian Prax, Bernard Teissier
Stade Bagnérais:

Startaufstellung: Jean-Michel Aguirre, Roland Bertranne, André Cazenave, Albert Cigagna, Michel Dancla, Omar Derghali, Philippe Fourneau, Claude Frutos, Jean-François Gourdon, Michel Laguerre-Basse, Adrien Mournet, Pierre Rispal, Antranik Torossian, Michel Urtizverea, René Vergez

Auswechselspieler: Roger Bayen, Jean-Louis Carrère, Gérard Chevallier, Yves Duhard, Arnaud Duplan, Michel Mardegan